# Denis de Sallo
Denis de Sallo (auch Dionysius de Sallo, Jean-Denis de Sallo, Sieur de la Coudraye; Pseudonym Sieur d’Hédonville; * 17. März 1626 bei Sainte-Hermine; † 14. Mai 1669 in Paris) war ein französischer Autor. Er gilt als der Herausgeber der ersten wissenschaftlichen Zeitschrift.

## Leben und Wirken
Sallo entstammte einer sehr alten und adligen Familie, die in Poitou ansässig war. Er absolvierte ein Studium der Rhetorik und setzte sich dabei auch mit der lateinischen und griechischen Sprache auseinander.
1652 wurde er Parlamentsrat in Paris, heiratete drei Jahre später und fertigte 1664 den ersten Entwurf des Journal des sçavans an, welches am 5. Januar 1665 als erste wissenschaftliche Zeitschrift überhaupt erschien. In der Zeitschrift, die er unter dem Namen Hedevill oder Hedouville herausgab, rezensierte er verschiedene Bücher kritisch und griff auch Äußerungen von verschiedenen Personen auf, die er scharf untersuchte. Die römische Kurie beschwerte sich über bestimmte kritische Äußerungen bei der französischen Regierung. Daraufhin wurde die Zeitschrift am 20. März desselben Jahres wieder eingestellt. Ein Wiedererscheinen wurde von der Prüfung durch einen Zensor abhängig gemacht. Sallo stellte daraufhin seine Herausgebertätigkeit ein.
Sallo ist im Weiteren noch als Autor verschiedener Bücher und Traktate aufgetreten. Auch wird von Zeitzeugen seine Spendenbereitschaft gegenüber den Armen und der Kirche hervorgehoben.